# Sandy Pearlman
Samuel C. Pearlman, detto Sandy (Rockaway, 8 agosto 1943 – Marin County, 26 luglio 2016), è stato un produttore discografico statunitense, nonché manager, poeta e compositore.
È meglio noto per il suo lavoro con il gruppo Blue Öyster Cult, benché abbia prodotto molti altri gruppi come The Dictators, The Clash, Pavlov's Dog, e The Dream Syndicate.

## Biografia
Pearlman si laureò alla State University di New York a Stony Brook nel 1966. Oltre a essere membro della organizzazione no-profit Woodrow Wilson Fellow, completò il suo corso di laurea alla Brandeis University di Waltham (Massachusetts). Seguì anche i corsi di sociologia e antropologia alla New School di New York.
Durante questo periodo scrisse una serie di poemi intitolati Imaginos, poemi che successivamente compariranno nella sua carriera.
Nel 1967 fu uno degli originali critici di musica rock della rivista Crawdaddy!, insieme a Paul Williams, Jon Landau e Richard Meltzer. In alcune interviste egli sostenne di essere stato il primo giornalista ad adoperare il termine "heavy metal" in un contesto musicale nel 1968; si tratterebbe di una recensione dell'album dei the Byrds The Notorious Byrd Brothers apparsa sul periodico Crawdaddy!, dove, a suo dire, definì con tale termine il brano di apertura "Artificial Energy". Tuttavia alcuni hanno affermato che in realtà in quella recensione egli non utilizzò questa accezione. Il primo caso certo in cui la parola "heavy metal" venne usata in un brano musicale fu "Born to Be Wild" degli Steppenwolf nello stesso 1968. Mentre il primo utilizzo del termine per definire lo specifico genere di musica ad un vero gruppo heavy metal in maniera inequivocabile viene attribuito al giornalista del Creem magazine Mike Saunders in una recensione dell'album di debutto dei Sir Lord Baltimore risalente al maggio 1971.
Oltre ad aver originato il nome del gruppo "Blue Öyster Cult", basato sul nome di un gruppo presente nei suoi poemi Imaginos, diede anche il nome al gruppo pre-Blue Öyster Cult, "Soft White Underbelly", prendendo la frase da un discorso di Winston Churchill della Seconda guerra mondiale.
Nel 1989 diventa presidente della casa discografica "alternativa" 415 Records e stabilisce un contratto di produzione e distribuzione con la MCA Records. Verso la fine degli anni novanta, diventa uno dei primi 25 impiegati di e-music.com, con il ruolo di vice presidente. Sarà anche vicepresidente della sezione marketing di MoodLogic.com tra il 2000 ed il 2003.
Pearlman è stato anche professore aggiunto di tecnologia della musica alla McGill University di Montréal.

## Discografia parziale come produttore
- 1973 - The Mahavishnu Orchestra - Between Nothingness and Eternity
- 1975 - Pavlov's Dog - Pampered Menial
- 1976 - Pavlov's Dog - At the Sound of the Bell
- 1975 - The Dictators - Go Girl Crazy
- 1977 - The Dictators - Manifest Destiny
- 1978 - The Dictators - Bloodbrothers
- 1978 - The Clash - Give 'Em Enough Rope
- 1980 - Shakin' Street - Shakin' Street
- 1984 - The Dream Syndicate - Medicine Show